# منتخب زنجبار تحت 20 سنة لكرة القدم
منتخب زنجبار تحت 20 سنة لكرة القدم (بالإنجليزية: Zanzibar national under-20 football team)‏ هو ممثل زنجبار الرسمي في المنافسات الدولية في كرة القدم في فئة كرة قدم تحت 20 سنة للرجال، يديريه اتحاد زنجبار لكرة القدم.